# 織田秀実
織田 秀実（おだ ひでざね、1875年（明治8年）6月11日 - 1907年（明治40年）4月1日）は、明治時代の華族。尚長流織田家14代当主。
大和柳本藩13代藩主織田信及の次男。夫人は久邇宮朝彦親王の九女純子。子は織田信一（長男）、織田長利（次男）ら4男1女。官位は従四位。爵位は子爵。

## 生涯
1889年（明治22年）10月11日、家督を相続して子爵に叙される。1899年(明治32年)7月、学習院高等学科を卒業する。1901年（明治34年）11月、久邇宮朝彦親王の九女純子と結婚する。1903年（明治36年）、東京帝国大学法科大学を卒業する。1907年（明治40年）4月1日死去、享年33。
| 日本の爵位    | 日本の爵位                               | 日本の爵位    |
| ------------- | ---------------------------------------- | ------------- |
| 先代 織田信及 | 子爵 （柳本）織田家第2代 1889年 - 1907年 | 次代 織田信一 |